# Шумаровское сельское поселение
Шумаровское сельское поселение — упразднённое муниципальное образование в северо-восточной части Мглинского района Брянской области. Административный центр — село Шумарово.
Образовано в результате проведения муниципальной реформы в 2005 году, путём преобразования дореформенного Шумаровского сельсовета.
Законом Брянской области от 8 мая 2019 года  были упразднены Молодьковское, Новочешуйковское и Шумаровское сельские поселения, все  включённые в Краснокосаровское сельское поселение.

## Население
| 2010 | 2011 | 2012 | 2013 | 2014 | 2015 | 2016 |
| ---- | ---- | ---- | ---- | ---- | ---- | ---- |
| 714  | ↘708 | ↘689 | ↗691 | ↗693 | ↘672 | ↗673 |
| 2017 | 2018 | 2019 |      |      |      |      |
| ↗686 | ↘663 | ↘647 |      |      |      |      |

## Населённые пункты
| № | Населённый пункт | Тип     | Население |
| - | ---------------- | ------- | --------- |
| 1 | Кипти            | деревня | ↘5        |
| 2 | Крымок           | посёлок | →0        |
| 3 | Рудня            | деревня | ↘51       |
| 4 | Филоновка        | посёлок | ↗9        |
| 5 | Шумарово         | село    | ↘625      |
| 6 | Шутиловка        | посёлок | ↗1        |